# Người giám sát (phim)
Người giám sát (tiếng tiếng Hàn: 왓쳐; Romaja: Watcheo; tiếng Anh: Watcher ; cách điệu là WATCHER) là một bộ phim truyền hình Hàn Quốc năm 2019 với sự tham gia của Han Suk-kyu, Seo Kang-joon và Kim Hyun-joo. Bộ phim được phát sóng trên kênh OCN vào thứ Bảy và Chủ nhật hàng tuần lúc 22:20 (KST) từ ngày 6 tháng 7 đến ngày 25 tháng 8 năm 2019. Hiện tại phim đứng thứ 4 trong các phim nhiều người xem nhất của đài OCN sản xuất.

## Tóm tắt nội dung
"Watcher" là một bộ phim truyền hình Hàn Quốc năm 2019 của đạo diễn Ahn Gil Ho.
15 năm trước, một vụ giết người đã khiến cuộc sống của ba người bị đảo lộn. Một thập kỷ rưỡi sau, số phận đã đưa ba người gặp nhau và cùng nhau tìm kiếm câu trả lời.
15 năm trước, cuộc sống của Do Chi Kwang (Han Suk Kyu), Kim Young Goon (Seo Kang Joon) và Han Tae Joo (Kim Hyun Joo) bị sụp đổ bởi một tai nạn bi kịch. Họ trở thành thành viên của đội đặc nhiệm điều tra tiêu cực trong nội bộ cảnh sát và tìm cách để vạch trần chân tướng của các thế lực đứng sau vụ tai nạn thảm khốc ấy.
Do Chi Kwang là một sĩ quan cảnh sát chu đáo, ưu tú, cảm thấy tự hào khi bắt được kẻ xấu nhưng sau một loạt sự kiện, anh phát hiện ra tham nhũng trong lực lượng cảnh sát và nhận ra tầm quan trọng của giám sát nội bộ. Do Chi Kwang sau đó trở thành người lãnh đạo nhóm chống tham nhũng và làm việc không cho phép các mối quan hệ cá nhân che mờ phán đoán của mình.
Kim Young Goon là một sĩ quan tuần tra giao thông. Mặc dù anh là một người ấm áp và tình cảm nhưng anh che giấu tất cả những điều đó trong công việc của mình và hành động lạnh lùng và xa cách. Tình cờ anh gặp Do Chi Kwang, người có liên quan đến vụ tai nạn mà anh đang cố gắng quên đi. Vì vậy, Young Goon gia nhập đội điều tra tiêu cực trong nội bộ để tìm hiểu sự thật đằng sau vụ tai nạn ấy.
Han Tae Joo từng là một công tố viên ưu tú. Tuy nhiên, trong khi làm việc, một cuộc điều tra mà cô tham gia đã đi quá xa và cô gần như mất mạng trong quá trình này. Vì vậy, cô đã từ bỏ nghề công tố và trở thành một luật sư nổi tiếng. Tae Joo gặp Chi Kwang và Young Goon và bắt đầu gia nhập đội điều tra nội bộ.
Liệu bộ ba có khám phá được sự thật về sự kiện định mệnh đã tạo nên số phận của họ? Và những bí mật đen tối nào họ sẽ khám phá ra? 

## Diễn viên

### Diễn viên chính
- Han Suk-kyu trong vai Do Chi-kwang [4]

Một thám tử đã bắt nhiều tội phạm trong sự nghiệp của mình. Anh ta ghét tham nhũng trong nội bộ cảnh sát và trở thành lãnh đạo của đội điều tra các vấn đề nội bộ
- Seo Kang-joon trong vai Kim Yeong Goon [4]

Một sĩ quan cảnh sát gia nhập đội của Do Chi-kwang sau khi họ tham gia vào cùng một vụ việc.
- Kim Hyun-joo trong vai Han Tae-joo [4]

Một cựu công tố viên đã chuyển sang làm luật sư sau khi cô ấy tham gia quá sâu vào một vụ án và suýt chết. Cô ấy bắt đầu làm việc với Do Chi-kwang và Kim Yeong Goon.

### Diễn viên phụ
- Heo Sung-tae trong vai Jang Hae-ryong [5]

Trưởng phòng Cảnh sát điều tra, anh ta thường xuyên mâu thuẫn với Do Chi-kwang.
- Park Joo-hee trong vai Jo Soo-yeon [6]

Với tấm bằng Hóa học, cô trở thành thành viên của Đội Điều tra Khoa học. Tuy nhiên, sau khi mắc sai lầm, cô quyết định nghỉ việc để tham gia đội điều tra các vấn đề nội bộ.
- Joo Jin-mo trong vai Park Jin-woo

Phó tổng thanh tra cảnh sát sát.
- Kim Soo-jin trong vai Yeom Dong-sook

Tổng thanh tra cảnh sát.
- Lee Joong-ok trong vai bạn của Jae Shik

## Sản xuất
Đạo diễn bởi Ahn Gil-ho (Lạ, Ký ức của Alhambra).

## Nhạc phim gốc

### Phần 1
| Ra mắt 21 tháng 7 năm 2019 | Ra mắt 21 tháng 7 năm 2019 | Ra mắt 21 tháng 7 năm 2019 | Ra mắt 21 tháng 7 năm 2019 | Ra mắt 21 tháng 7 năm 2019 | Ra mắt 21 tháng 7 năm 2019 |
| STT                        | Nhan đề                    | Phổ lời                    | Phổ nhạc                   | Ca sĩ                      | Thời lượng                 |
| -------------------------- | -------------------------- | -------------------------- | -------------------------- | -------------------------- | -------------------------- |
| 1.                         | "Horizon"                  | Choi Jeong-in Kim Tae-sung | Choi Jeong-in POPKID       | Ha Jin                     | 3:10                       |
| 2.                         | "Horizon" (Inst.)          |                            | Choi Jeong-in POPKID       |                            | 3:10                       |
| Tổng thời lượng:           | Tổng thời lượng:           | Tổng thời lượng:           | Tổng thời lượng:           | Tổng thời lượng:           | 6:20                       |

### Phần 2
| Released on 4 tháng 8 năm 2019 | Released on 4 tháng 8 năm 2019 | Released on 4 tháng 8 năm 2019 | Released on 4 tháng 8 năm 2019 | Released on 4 tháng 8 năm 2019 | Released on 4 tháng 8 năm 2019 |
| STT                            | Nhan đề                        | Phổ lời                        | Phổ nhạc                       | Ca sĩ                          | Thời lượng                     |
| ------------------------------ | ------------------------------ | ------------------------------ | ------------------------------ | ------------------------------ | ------------------------------ |
| 1.                             | "Watchin'"                     | nafla                          | Kim Tae-sung Curtis F Nathan   | nafla                          | 3:15                           |
| 2.                             | "Watchin'" (Inst.)             |                                | Kim Tae-sung Curtis F Nathan   |                                | 3:15                           |
| Tổng thời lượng:               | Tổng thời lượng:               | Tổng thời lượng:               | Tổng thời lượng:               | Tổng thời lượng:               | 6:30                           |

### Phần 3
| Released on 11 tháng 8 năm 2019 | Released on 11 tháng 8 năm 2019 | Released on 11 tháng 8 năm 2019 | Released on 11 tháng 8 năm 2019  | Released on 11 tháng 8 năm 2019 | Released on 11 tháng 8 năm 2019 |
| STT                             | Nhan đề                         | Phổ lời                         | Phổ nhạc                         | Ca sĩ                           | Thời lượng                      |
| ------------------------------- | ------------------------------- | ------------------------------- | -------------------------------- | ------------------------------- | ------------------------------- |
| 1.                              | "Blurry"                        | Naiv Jayins                     | Park Geun-cheol Jung Su-min RUNY | Elli K                          | 3:18                            |
| 2.                              | "Blurry" (Inst.)                |                                 | Park Geun-cheol Jung Su-min RUNY |                                 | 3:18                            |
| Tổng thời lượng:                | Tổng thời lượng:                | Tổng thời lượng:                | Tổng thời lượng:                 | Tổng thời lượng:                | 6:36                            |

### Phần 4
| Released on 18 tháng 8 năm 2019 | Released on 18 tháng 8 năm 2019 | Released on 18 tháng 8 năm 2019 | Released on 18 tháng 8 năm 2019 | Released on 18 tháng 8 năm 2019 | Released on 18 tháng 8 năm 2019 |
| STT                             | Nhan đề                         | Phổ lời                         | Phổ nhạc                        | Ca sĩ                           | Thời lượng                      |
| ------------------------------- | ------------------------------- | ------------------------------- | ------------------------------- | ------------------------------- | ------------------------------- |
| 1.                              | "Outsider" (아웃사이더)         | Ha Mel-li                       | Lee Sang-hoon                   | Lee Seung-yeol                  | 4:01                            |
| 2.                              | "Outsider" (Inst.)              |                                 | Lee Sang-hoon                   |                                 | 4:01                            |
| Tổng thời lượng:                | Tổng thời lượng:                | Tổng thời lượng:                | Tổng thời lượng:                | Tổng thời lượng:                | 8:02                            |

## Tỉ suất người xem
| Mùa | Mùa | Số tập | Số tập | Số tập | Số tập | Số tập | Số tập | Số tập | Số tập | Số tập | Số tập | Số tập | Số tập | Số tập | Số tập | Số tập | Số tập | Trung bình |
| Mùa | Mùa | 1      | 2      | 3      | 4      | 5      | 6      | 7      | 8      | 9      | 10     | 11     | 12     | 13     | 14     | 15     | 16     | Trung bình |
| --- | --- | ------ | ------ | ------ | ------ | ------ | ------ | ------ | ------ | ------ | ------ | ------ | ------ | ------ | ------ | ------ | ------ | ---------- |
|     | 1   | 0.814  | 1.251  | 0.873  | 1.113  | 0.875  | 1.306  | 0.915  | 1.194  | 0.829  | 1.204  | 0.866  | 1.462  | 0.994  | 1.286  | 1.197  | 1.602  | 1.111      |

| 1 | ngày 6 tháng 7 năm 2019  | 2.993% | 3.576% |
| 2 | ngày 7 tháng 7 năm 2019  | 4.493% | 5.306% |
| 3 | ngày 13 tháng 7 năm 2019 | 3.665% | 4.130% |
| 4 | ngày 14 tháng 7 năm 2019 | 4.549% | 5.223% |
| 5 | ngày 20 tháng 7 năm 2019 | 3.646% | 4.071% |
| 6 | ngày 21 tháng 7 năm 2019 | 5.405% | 6.198% |
| 7 | ngày 27 tháng 7 năm 2019 | 3.738% | 4.336% |
| 8 | ngày 28 tháng 7 năm 2019 | 5.066% | 5.687% |
| 9 | ngày 3 tháng 8 năm 2019  | 3.348% | 3.895% |
| 10 | ngày 4 tháng 8 năm 2019  | 5.076% | 6.044% |
| 11 | ngày 10 tháng 8 năm 2019 | 3.477% | 3.797% |
| 12 | ngày 11 tháng 8 năm 2019 | 6.094% | 6.567% |
| 13 | ngày 17 tháng 8 năm 2019 | 4.156% | 4.367% |
| 14 | ngày 18 tháng 8 năm 2019 | 5.520% | 6.029% |
| 15 | ngày 24 tháng 8 năm 2019 | 4.960% | 5.346% |
| 16 | ngày 25 tháng 8 năm 2019 | 6.585% | 7.198% |
| Average | Average                  | 4.548% | 5.111% |
| - Trong bảng trên, các số màu xanh biểu thị cho tỷ lệ người xem thấp nhất và các số màu đỏ biểu thị cho tỷ lệ người xem cao nhất. - Bộ phim này được phát sóng trên hệ thống các kênh truyền hình cáp / trả phí nên số lượng người xem thấp hơn so với truyền hình miễn phí (ví dụ như KBS, SBS, MBC and EBS). |                          |        |        |

## Tham chiếu
1. ↑  "'Watcher' explores a mysterious incident". Korea JoongAng Daily. ngày 3 tháng 7 năm 2019.
2. ↑  "OCN (TV channel)".
3. ↑  Watcher | Rakuten Viki (bằng tiếng Anh)
4. 1 2 3  "'왓쳐' 박주희 출연확정, 한석규·서강준과 호흡[공식입장]". entertain.naver.com (bằng tiếng Hàn). Truy cập ngày 27 tháng 7 năm 2021.
5. ↑  Kim, Ju-won (ngày 13 tháng 4 năm 2019). "[공식] 허성태, '왓쳐(WATCHER)' 출연 확정..한석규-서강준과 호흡". Sedaily (bằng tiếng Hàn). Truy cập ngày 24 tháng 4 năm 2019.
6. ↑  Hwang, Su-yeon (ngày 24 tháng 4 năm 2019). "'왓쳐' 박주희 출연확정, 한석규·서강준과 호흡[공식입장]". Xports News (bằng tiếng Hàn). Naver. Truy cập ngày 24 tháng 4 năm 2019.
7. ↑  Park, So-young (ngày 24 tháng 1 năm 2019). "[단독] '비밀의숲' '알함브라' 안길호PD, OCN 장르물 'WATCHER'로 하반기 컴백". News Chosun (bằng tiếng Hàn). Truy cập ngày 24 tháng 4 năm 2019.
8. 1 2  "Nielsen Korea". AGB Nielsen Media Research (bằng tiếng Hàn). Truy cập ngày 25 tháng 8 năm 2020.